# Italien i Europamästerskapet i volleyboll för damer 2021
Italiens damlandslag i volleyboll vann Europamästerskapet i volleyboll för damer 2021.
Mästerskaper var det 26:e europamästerskapet som landslaget hade kvalificerat sig för. Landslagets bästa resultat före mästerskapet var guld (2007 och 2009). Inför mästerskapet var Italien rankat 2:a i Europa
Laget vann sin grupp och kvalificerade sig därigenom för åttondelsfinal. Där vann de Belgien med 3-1 (25-14,23-25,25-17,25-12). Genom seger mot Ryssland med 3-0 (25-20,25-8, 25-15) i kvartsfinalen och mot Nederländerna med 3-1 (25-19,25-17,16-25,25-18) i semifinalen kvalificerade de sig för final mot Serbien. Finalen spelades i Serbiens huvudstad Belgrad. Italien vann med 3-1 (24-26,25-22,25-19,25-11) och blev därmed mästare för tredje gången.

## Trupp
- Passare
  - Ofelia Malinov
  - Alessia Orro
- Liberor
  - Monica de Gennaro
  - Beatrice Parrocchiale
- Centrar
  - Sara Bonifacio
  - Cristina Chirichella
  - Anna Danesi
  - Alessia Mazzaro
- Spikers
  - Alessia Gennari
  - Elena Pietrini
  - Sylvia Nwakalor
  - Miriam Sylla
  - Paola Egonu
  - Sofia d'Odorico